# Kerta (Payangan)
Kerta is een bestuurslaag in het regentschap Gianyar van de provincie Bali, Indonesië. Kerta telt 5272 inwoners (volkstelling 2010).